# Elena Sedlak
Helen Sedlak, detta Elena (Sutri, 6 giugno 1938 – Sutri, 29 ottobre 2024), è stata una ballerina, coreografa e attrice italiana.
È stata anche cantante, in particolare d'operetta, ed è stata attiva in cinema, teatro e televisione specialmente tra gli anni cinquanta e sessanta.

## Biografia
Di origine austriaca, è nata a Sutri il 6 giugno 1938 e ha sposato il ballerino, attore e coreografo Paolo Gozlino. È ricordata per la partecipazione come soubrette a numerosi spettacoli televisivi di intrattenimento leggero del sabato sera del Programma Nazionale Rai degli anni sessanta, fra cui Studio Uno, Biblioteca di Studio Uno e Le avventure di Laura Storm (1966, episodio Il tredicesimo coltello). Lei e il marito fecero coppia in diverse riviste e commedie musicali di Macario.
Fra i film da lei interpretati (musicarelli, b-movie, ecc.), spesso nel ruolo di danzatrice, figurano Il più comico spettacolo del mondo (del 1953), Sorrisi e canzoni (del 1958) e 002 Operazione Luna (del 1965).
Ha curato le coreografie dei film Maruzzella (1956) e Don Camillo (1983, assieme a Paolo Gozlino).
Come cantante ha inciso alcuni 45 giri e partecipato a operette come Ballo al Savoy, Cin Ci La, Fior d'Haway, La casa innamorata, La danza delle libellule.

## Filmografia

### Attrice

#### Cinema
- Il più comico spettacolo del mondo, regia di Mario Mattoli (1953)
- La rossa, regia di Luigi Capuano (1955)
- Maruzzella, regia di Luigi Capuano (1956)
- Il conte di Matera, regia di Luigi Capuano (1957)
- Carosello di canzoni, regia di Luigi Capuano (1958)
- Sorrisi e canzoni, regia di Luigi Capuano (1958)
- Un marito in condominio, regia di Angelo Dorigo (1963)
- 002 Operazione Luna, regia di Lucio Fulci (1965)
- Frou Frou del tabarin, regia di Giovanni Grimaldi (1976)
- I figli... so' pezzi 'e core, regia di Alfonso Brescia (1981)

#### Televisione
- No, no, Nanette, regia di Vito Molinari - film TV (1961)
- Biblioteca di Studio Uno - programma TV, 6 puntate (1964)

- Le avventure di Laura Storm - serie TV (1966)
- Sheridan, squadra omicidi - serie TV, episodio Soltanto una voce (1967)
- Re Cervo, regia di Andrea Camilleri - miniserie TV (1970)
- Accadde a Lisbona, regia di Daniele D'Anza - miniserie TV (1974)

### Coreografa
- Don Camillo, regia di Terence Hill (1983)

## Discografia parziale

### 45 giri
- 1960: Sorry/Per un po' (Philips, 363 530 PF)
- 1961: Svegliati amore/Vorrei (Philips, 363 539 PF)
- 1965: Wooly Bully (Ridi Ridi)/Agente 003 (Leader Records, LBC/8; come Helen Sedlak; con i Freddies)